# Единый день голосования 8 сентября 2024 года
В единый день голосования 8 сентября 2024 года в Российской Федерации прошли выборные кампании различного уровня, включая довыборы в Государственную думу, выборы 25 глав субъектов федерации (21 прямых и 4 через голосование в парламенте), выборы депутатов законодательных органов государственной власти в 13 субъектах РФ и множество выборов на муниципальном уровне. В регионах, где губернаторы уйдут в отставку после 8 июня 2024 года, выборы пройдут в единый день голосования 2025 года.

## Организация выборов
6 июня 2024 года ЦИК РФ провел рабочее совещание с представителями политических партий, участвующих в ЕДГ 2024 года. В ходе совещания поднимались вопросы о финансировании кандидатов и запрете «обналичивания» средств избирательного фонда.
20 июня 2024 года ЦИК постановил, что цифровая платформа государственной автоматизированной системы (ГАС) «Выборы 2.0» будет запущена в «опытную эксплуатацию» в 46 субъектах в ходе единого дня голосования 2024 года параллельно с текущей версией системы.
14 августа 2024 года заместитель председателя ЦИК РФ Николай Булаев сообщил, что досрочное голосование разрешено в восьми приграничных регионах. Среди них Курская, Брянская, Белгородская, Воронежская и Ростовская области, а также Краснодарский край, Республика Крым и Севастополь.
21 августа 2024 года из соображений безопасности ЦИК РФ перенесла голосование на выборах 10 органов местного самоуправления в семи муниципальных образованиях Курской области: Льгове, Беловском, Большесолдатском, Глушковском, Кореневском, Суджанском и Хомутовском районах.
По данным на 2 сентября 2024 года, в досрочном голосовании в Курской области и Севастополе приняли участие более 10 % избирателей.
7 сентября 2024 года Элла Памфилова заявила, что по итогам первого дня голосования самая высокая явка на довыборы в Госдуму отмечена в Брянской области, на выборах глав регионов — в Курской и Кемеровской областях, в законодательные органы — в городе Севастополе. Председатель ЦИК отметила, что по всей России голосование идет в штатном режиме.
Явка на выборах губернатора в Курской области достигла 57,24 %. Это самая высокая явка среди всех граничащих с Украиной регионов по итогам единого дня голосования.
9 сентября председатель ЦИК РФ Элла Памфилова заявила, что новая версия государственной автоматизированной системы (ГАС) «Выборы 2.0» прошла успешную проверку в ходе единого дня голосования. ЦИК с 2025 полностью перейдет на эту систему.
Временно исполняющий обязанности генсовета партии «Единая Россия» Владимир Якушев заявил, что более 80 % участников вторжения России на Украину из числа тех, кого выдвинула партия на прошедших региональных выборах разного уровня, получат мандаты (308 из 380).

## Дистанционное электронное голосование (ДЭГ)
26 июля 2024 года на федеральном портале «Госуслуги» открылся прием заявлений на онлайн-голосование на предстоящих выборах.
1 августа 2024 года глава ЦИК РФ Элла Памфилова заявила, что с 22 июля заявки на участие в выборах через дистанционное электронное голосование подали 127 тысяч человек из 25 регионов.
2 сентября 2024 года ВЦИОМ опубликовал результаты исследования, посвященного отношению граждан к онлайн-голосованию. Согласно опросу, только 30 % опрошенных выразили готовность голосовать онлайн при наличии такой возможности. При этом большинство респондентов (63 %) сообщили, что даже при наличии выбора предпочтут традиционный способ голосования.
7 сентября 2024 года Элла Памфилова заявила, что с начала голосования отражено более 4,6 тыс. хакерских атак на ресурсы дистанционного электронного голосования (ДЭГ), а с 5 сентября заблокировано порядка 100 тыс. атак на интернет-портал Центризбиркома.
На 9 сентября 2024 года было известно, что около 830 тысяч россиян проголосовали при помощи дистанционного электронного голосования. В Москве для ДЭГ используется другая платформа, которой воспользовалось 95,5 % участников голосования.

## Дополнительные выборы в Государственную думу VIII созыва
15 сентября 2023 года Сергей Сокол, ранее выдвинутый партией «Единая Россия» на выборы главы Хакасии 2023 года, но позже снял свою кандидатуру, сложил полномочия депутата Государственной думы VIII созыва. 22 сентября на заседании новоизбранного восьмого созыва Верховного Совета Республики Хакасия был избран его председателем.
28 мая 2024 года прекращены полномочия депутатов Николая Алексеенко и Виталия Кушнарёва по собственным заявлениям. Кушнарёв был назначен министром транспорта Ростовской области и заместителем губернатора.
14 июня 2024 года, в последний возможный по закону день (за 85 дней до дня голосования), ЦИК РФ назначил дополнительные выборы депутатов Госдумы на 8 сентября 2024 года. 19 июня 2024 года ЦИК РФ на заседании утвердила перечень из 13 партий, которые могут выдвигать кандидатов на должность депутатов Госдумы без необходимости сбора подписей избирателей. В перечень вошли «Единая Россия», КПРФ, «Справедливая Россия», ЛДПР, «Новые люди», Партия пенсионеров, «Коммунисты России», «Родина», «Яблоко», Российская экологическая партия «Зеленые», «Зеленая альтернатива», «Гражданская платформа» и «Партия прямой демократии». По мнению избирательной комиссии, указанные партии считаются поддержанными избирателями на основании результатов последних выборов депутатов Государственной думы и депутатов законодательных органов субъектов РФ. Период выдвижения кандидатов с 18 июня по 12 июля. Представление в окружную избирательную комиссию документов для регистрации кандидата с 24 июня по 24 июля до 18.00 по местному времени.
| № | Одномандатный округ               | Карта округа | Предыдущий депутат                                | Кандидат       | Кандидат                          | Партия          | Результат | Результат | Результат |
| - | --------------------------------- | ------------ | ------------------------------------------------- | -------------- | --------------------------------- | --------------- | --------- | --------- | --------- |
| 1 | Хакасский № 35 ( Хакасия)         |              | С. М. Сокол («Единая Россия») до 15 сентября 2023 |                | Н. Г. Шульгинов                   | самовыдвижение  | 59 730    | 55,31%    |           |
| 1 | Хакасский № 35 ( Хакасия)         |              | С. М. Сокол («Единая Россия») до 15 сентября 2023 | В. Л. Смышляев | «Справедливая Россия — За правду» | 32 189          | 29,80%    |           |           |
| 1 | Хакасский № 35 ( Хакасия)         |              | С. М. Сокол («Единая Россия») до 15 сентября 2023 | М. Ю. Гайдай   | «Зелёная альтернатива»            | 3332            | 3,09%     |           |           |
| 1 | Хакасский № 35 ( Хакасия)         |              | С. М. Сокол («Единая Россия») до 15 сентября 2023 | С. М. Измайлов | «Гражданская платформа»           | 2539            | 2,35%     |           |           |
| 1 | Хакасский № 35 ( Хакасия)         |              | С. М. Сокол («Единая Россия») до 15 сентября 2023 | А. Ю. Палюлин  | Партия прямой демократии          | 1938            | 1,79%     |           |           |
| 1 | Хакасский № 35 ( Хакасия)         |              | С. М. Сокол («Единая Россия») до 15 сентября 2023 | Г. А. Слывус   | «Зелёные»                         | 1783            | 1,65%     |           |           |
| 1 | Хакасский № 35 ( Хакасия)         | Избирателей  | Избирателей                                       | Избирателей    | 395 078 (1.01.2024)               |                 |           |           |           |
| 2 | Унечский № 78 ( Брянская область) |              | Н. Н. Алексеенко («Единая Россия») до 28 мая 2024 |                | О. В. Матыцин                     | «Единая Россия» | 180 682   | 67,98%    |           |
| 2 | Унечский № 78 ( Брянская область) |              | Н. Н. Алексеенко («Единая Россия») до 28 мая 2024 | А. Г. Архицкий | КПРФ                              | 32 464          | 12,21%    |           |           |
| 2 | Унечский № 78 ( Брянская область) |              | Н. Н. Алексеенко («Единая Россия») до 28 мая 2024 | Р. В. Титов    | ЛДПР                              | 20 660          | 7,77%     |           |           |
| 2 | Унечский № 78 ( Брянская область) |              | Н. Н. Алексеенко («Единая Россия») до 28 мая 2024 | А. Н. Тимошков | «Справедливая Россия — За правду» | 13 753          | 5,17%     |           |           |
| 2 | Унечский № 78 ( Брянская область) |              | Н. Н. Алексеенко («Единая Россия») до 28 мая 2024 | С. И. Горелов  | «Новые люди»                      | 13 573          | 5,11%     |           |           |
| 2 | Унечский № 78 ( Брянская область) | Избирателей  | Избирателей                                       | Избирателей    | 476 803 (17.09.2021)              |                 |           |           |           |
| 3 | Южный № 152 ( Ростовская область) |              | В. В. Кушнарёв («Единая Россия») до 27 мая 2024   |                | В. В. Абрамченко                  | «Единая Россия» | 154 908   | 75,73 %   |           |
| 3 | Южный № 152 ( Ростовская область) |              | В. В. Кушнарёв («Единая Россия») до 27 мая 2024   | Н. В. Оськина  | КПРФ                              | 23 069          | 11,28 %   |           |           |
| 3 | Южный № 152 ( Ростовская область) |              | В. В. Кушнарёв («Единая Россия») до 27 мая 2024   | М. С. Фёдоров  | «Справедливая Россия — За правду» | 9 075           | 4,44 %    |           |           |
| 3 | Южный № 152 ( Ростовская область) |              | В. В. Кушнарёв («Единая Россия») до 27 мая 2024   | Д. А. Величко  | «Новые люди»                      | 6 827           | 3,34 %    |           |           |
| 3 | Южный № 152 ( Ростовская область) |              | В. В. Кушнарёв («Единая Россия») до 27 мая 2024   | Р. А. Климов   | ЛДПР                              | 5 693           | 2,78 %    |           |           |
| 3 | Южный № 152 ( Ростовская область) |              | В. В. Кушнарёв («Единая Россия») до 27 мая 2024   | А. В. Ефимов   | «Яблоко»                          | 2 972           | 1,45 %    |           |           |
| 3 | Южный № 152 ( Ростовская область) | Избирателей  | Избирателей                                       | Избирателей    | 461 667 (17.09.2021)              |                 |           |           |           |

## Региональные выборы

### Главы субъектов федерации

#### Прямые выборы
| №  | Субъект федерации             | Должность                                 | Предыдущий глава | Врио главы                                                     | Выборы                                                      | Избран              | Процент голосов | Явка    |
| -- | ----------------------------- | ----------------------------------------- | --- | -------------------------------------------------------------- | ----------------------------------------------------------- | ------------------- | --------------- | ------- |
| 1  | Республика Алтай              | Глава Республики Алтай                    | О. Л. Хорохордин 20 марта 2019 — 4 июня 2024 (досрочная отставка, срок истекал в октябре 2024 года)                                   | А. А. Турчак с 4 июня 2024                                     | Выборы главы Республики Алтай (2024)                        | А. А. Турчак        | 74,09 %         | 45,47 % |
| 2  | Астраханская область          | Губернатор Астраханской области           | И. Ю. Бабушкин 5 июня 2019 — 17 сентября 2024                                                                                         | —                                                              | Выборы губернатора Астраханской области (2024)              | И. Ю. Бабушкин      | 78,17 %         | 43,55 % |
| 3  | Республика Башкортостан       | Глава Республики Башкортостан             | Р. Ф. Хабиров 11 октября 2018 — 19 сентября 2024                                                                                      | —                                                              | Выборы главы Башкортостана (2024)                           | Р. Ф. Хабиров       | 80,21 %         | 72,34 % |
| 4  | Волгоградская область         | Губернатор Волгоградской области          | А. И. Бочаров 2 апреля 2014 — 24 сентября 2024                                                                                        | —                                                              | Выборы губернатора Волгоградской области (2024)             | А. И. Бочаров       | 79,68 %         | 61,73 % |
| 5  | Вологодская область           | Губернатор Вологодской области            | О. А. Кувшинников 28 декабря 2011 — 31 октября 2023 (досрочная отставка, срок истекал в сентябре 2024 года)                           | Г. Ю. Филимонов с 31 октября 2023                              | Выборы губернатора Вологодской области (2024)               | Г. Ю. Филимонов     | 62,30 %         | 47,06 % |
| 6  | Забайкальский край            | Губернатор Забайкальского края            | А. М. Осипов 25 октября 2018 — 19 сентября 2024                                                                                       | —                                                              | Выборы губернатора Забайкальского края (2024)               | А. М. Осипов        | 82,27 %         | 43,99 % |
| 7  | Калининградская область       | Губернатор Калининградской области        | А. А. Алиханов 6 октября 2016 — 14 мая 2024 (досрочная отставка в связи с назначением министром, срок истекал в сентябре 2027 года)   | С. В. Елисеев 14—15 мая 2024 А. С. Беспрозванных с 15 мая 2024 | Досрочные выборы губернатора Калининградской области (2024) | А. С. Беспрозванных | 76,55 %         | 42,2 %  |
| 8  | Республика Калмыкия           | Глава Республики Калмыкия                 | Б. С. Хасиков 20 марта 2019 — 21 сентября 2024                                                                                        | —                                                              | Выборы главы Республики Калмыкия (2024)                     | Б. С. Хасиков       | 79,95 %         | 61,35 % |
| 9  | Кемеровская область — Кузбасс | Губернатор Кемеровской области — Кузбасса | С. Е. Цивилёв 1 апреля 2018 — 14 мая 2024 (досрочная отставка в связи с назначением министром, срок истекал в сентябре 2028 года)     | И. В. Середюк с 15 мая 2024                                    | Досрочные выборы губернатора Кемеровской области (2024)     | И. В. Середюк       | 78,38 %         | 63,54 % |
| 10 | Курганская область            | Губернатор Курганской области             | В. М. Шумков 2 октября 2018 — 18 сентября 2024                                                                                        | —                                                              | Выборы губернатора Курганской области (2024)                | В. М. Шумков        | 85,17 %         | 42,5 %  |
| 11 | Курская область               | Губернатор Курской области                | Р. В. Старовойт 11 октября 2018 — 14 мая 2024 (досрочная отставка в связи с назначением министром, срок истекал в сентябре 2024 года) | А. Б. Смирнов с 15 мая 2024                                    | Выборы губернатора Курской области (2024)                   | А. Б. Смирнов       | 65,28 %         | 61,56 % |
| 12 | Липецкая область              | Губернатор Липецкой области               | И. Г. Артамонов 2 октября 2018 — 13 сентября 2024                                                                                     | —                                                              | Выборы губернатора Липецкой области (2024)                  | И. Г. Артамонов     | 81,16 %         | 57,28 % |
| 13 | Мурманская область            | Губернатор Мурманской области             | А. В. Чибис 21 марта 2019 — 27 сентября 2024                                                                                          | —                                                              | Выборы губернатора Мурманской области (2024)                | А. В. Чибис         | 73,99 %         | 41,59 % |
| 14 | Оренбургская область          | Губернатор Оренбургской области           | Д. В. Паслер 21 марта 2019 — 18 сентября 2024                                                                                         | —                                                              | Выборы губернатора Оренбургской области (2024)              | Д. В. Паслер        | 78,14 %         | 52,59 % |
| 15 | Самарская область             | Губернатор Самарской области              | Д. И. Азаров 25 сентября 2017 — 31 мая 2024 (досрочная отставка, срок истекал в сентябре 2028 года)                                   | В. А. Федорищев с 31 мая 2024                                  | Досрочные выборы губернатора Самарской области (2024)       | В. А. Федорищев     | 79,56 %         | 54,84 % |
| 16 | Санкт-Петербург               | Губернатор Санкт-Петербурга               | А. Д. Беглов 3 октября 2018 — 18 сентября 2024                                                                                        | —                                                              | Выборы губернатора Санкт-Петербурга (2024)                  | А. Д. Беглов        | 59,80 %         | 37,76 % |
| 17 | Сахалинская область           | Губернатор Сахалинской области            | В. И. Лимаренко 7 декабря 2018 — 12 сентября 2024                                                                                     | —                                                              | Выборы губернатора Сахалинской области (2024)               | В. И. Лимаренко     | 80,79 %         | 41,95 % |
| 18 | Ставропольский край           | Губернатор Ставропольского края           | В. В. Владимиров 27 сентября 2013 — 27 сентября 2024                                                                                  | —                                                              | Выборы губернатора Ставропольского края (2024)              | В. В. Владимиров    | 79,61 %         | 57,46 % |
| 19 | Тульская область              | Губернатор Тульской области               | А. Г. Дюмин 2 февраля 2016 — 14 мая 2024 (досрочная отставка, срок истекал в сентябре 2026 года)                                      | Д. В. Миляев с 15 мая 2024                                     | Досрочные выборы губернатора Тульской области (2024)        | Д. В. Миляев        | 78,53 %         | 49,59 % |
| 20 | Хабаровский край              | Губернатор Хабаровского края              | М. В. Дегтярёв 20 июля 2020 — 14 мая 2024 (досрочная отставка в связи с назначением министром, срок истекал в сентябре 2026 года)     | А. А. Никитин 14—15 мая 2024 Д. В. Демешин с 15 мая 2024       | Досрочные выборы губернатора Хабаровского края (2024)       | Д. В. Демешин       | 81,03 %         | 32,88 % |
| 21 | Челябинская область           | Губернатор Челябинской области            | А. Л. Текслер 19 марта 2019 — 20 сентября 2024                                                                                        | —                                                              | Выборы губернатора Челябинской области (2024)               | А. Л. Текслер       | 81,28 %         | 48,96 % |

#### Голосование в парламенте
| № | Субъект федерации                        | Должность                                       | Предыдущий глава                                                                                  | Врио главы                  | Кандидаты | Дата голосования | Результат |
| - | ---------------------------------------- | ----------------------------------------------- | ------------------------------------------------------------------------------------------------- | --------------------------- | --------- | ---------------- | --------- |
| 1 | Ханты-Мансийский автономный округ — Югра | Губернатор Ханты-Мансийского автономного округа | Н. В. Комарова 1 марта 2010 — 30 мая 2024 (досрочная отставка, срок истекал в сентябре 2025 года) | Р. Н. Кухарук с 30 мая 2024 |           |                  |           |
| 2 | Кабардино-Балкарская республика          | Глава Кабардино-Балкарской Республики           | К. В. Коков 26 сентября 2018 — 3 октября 2024                                                     | —                           |           |                  |           |
| 3 | Республика Ингушетия                     | Глава Республики Ингушетия                      | М.-А. М. Калиматов 26 июня 2019 — 8 сентября 2024                                                 | —                           |           |                  |           |
| 4 | Республика Крым                          | Глава Республики Крым                           | С. В. Аксёнов 14 апреля 2014 — 9 октября 2024                                                     | —                           |           |                  |           |

### Парламенты субъектов федерации
| №  | Субъект федерации               | Наименование парламента                                       | Депу- татов | Избирательная система          | Срок полномочий | Выборы                                                            |
| -- | ------------------------------- | ------------------------------------------------------------- | ----------- | ------------------------------ | --------------- | ----------------------------------------------------------------- |
| 1  | Республика Алтай                | Государственное Собрание — Эл Курултай Республики Алтай       | 41          | смешанная (11 проп. + 31 маж.) | 5 лет           | Выборы в Государственное собрание Республики Алтай (2024)         |
| 2  | Брянская область                | Брянская областная дума                                       | 60          | смешанная (30 проп. + 30 маж.) | 5 лет           | Выборы в Брянскую областную думу (2024)                           |
| 3  | Волгоградская область           | Волгоградская областная дума                                  | 38          | смешанная (19 проп. + 19 маж.) | 5 лет           | Выборы в Волгоградскую областную думу (2024)                      |
| 4  | Кабардино-Балкарская Республика | Парламент Кабардино-Балкарской Республики                     | 70          | пропорциональная               | 5 лет           | Выборы в Парламент Кабардино-Балкарской Республики (2024)         |
| 5  | Карачаево-Черкесская Республика | Народное Собрание (Парламент) Карачаево-Черкесской Республики | 50          | пропорциональная               | 5 лет           | Выборы в Народное собрание Карачаево-Черкесской Республики (2024) |
| 6  | Республика Марий Эл             | Государственное Собрание Республики Марий Эл                  | 52          | смешанная (13 проп. + 39 маж.) | 5 лет           | Выборы в Государственное собрание Республики Марий Эл (2024)      |
| 7  | Москва                          | Московская городская дума                                     | 45          | мажоритарная                   | 5 лет           | Выборы в Московскую городскую думу (2024)                         |
| 8  | Республика Татарстан            | Государственный Совет Республики Татарстан                    | 100         | смешанная (50 проп. + 50 маж.) | 5 лет           | Выборы в Государственный совет Республики Татарстан (2024)        |
| 9  | Тульская область                | Тульская областная дума                                       | 38          | смешанная (14 проп. + 24 маж.) | 5 лет           | Выборы в Тульскую областную думу (2024)                           |
| 10 | Республика Тыва                 | Верховный Хурал (парламент) Республики Тыва                   | 32          | смешанная (16 проп. + 16 маж.) | 5 лет           | Выборы в Верховный Хурал Республики Тыва (2024)                   |
| 11 | Хабаровский край                | Законодательная дума Хабаровского края                        | 36          | смешанная (12 проп. + 24 маж.) | 5 лет           | Выборы в Законодательную думу Хабаровского края (2024)            |
| 12 | Республика Крым                 | Государственный Совет Республики Крым                         | 75          | смешанная (50 проп. + 25 маж.) | 5 лет           | Выборы в Государственный совет Республики Крым (2024)             |
| 13 | Севастополь                     | Законодательное собрание Севастополя                          | 24          | смешанная (16 проп. + 8 маж.)  | 5 лет           | Выборы в Законодательное собрание Севастополя (2024)              |

## Муниципальные выборы

### Главы столиц субъектов федерации
| № | Город                                  | Выборы                                        | Предыдущий глава                  | Избран    | Процент голосов | Явка |
| - | -------------------------------------- | --------------------------------------------- | --------------------------------- | --------- | --------------- | ---- |
| 1 | Абакан · (Республика Хакасия)          | Выборы главы города Абакан (2024)             | Алексей Лёмин с 25 декабря 2019   | А. Лёмин  | 74,58 %         |      |
| 3 | Анадырь · (Чукотский автономный округ) | Выборы главы городского округа Анадырь (2024) | Леонид Николаев с 8 сентября 2019 | С. Спицын | 61,93 %         |      |

### Парламенты столиц субъектов федерации
| №  | Муниципальное образование                            | Выборы                                      | Депутатов     | Избирательная система          | Результат | Явка    |
| -- | ---------------------------------------------------- | ------------------------------------------- | ------------- | ------------------------------ | --------- | ------- |
| 1  | Городской округ Анадырь (Чукотский АО)               | Выборы в совет депутатов                    | 15            | смешанная (7 проп. + 8 маж.)   |           |         |
| 2  | Город Биробиджан (Еврейская АО)                      | Выборы в городскую думу                     | 21            | мажоритарная                   | 17 из 21  | 63,21%. |
| 3  | Город Благовещенск (Амурская область)                | Выборы в городскую думу                     | 30            | мажоритарная                   | 25 из 30  |         |
| 4  | Городской округ Брянск (Брянская область)            | Выборы в городской совет народных депутатов | 32            | смешанная (16 проп. + 16 маж.) | 27 из 32  |         |
| 5  | Город Владикавказ (Северная Осетия)                  | Выборы в собрание представителей            | 32            | смешанная (16 проп. + 16 маж.) | 23 из 32  |         |
| 6  | Город Вологда (Вологодская область)                  | Выборы в городскую думу                     | 30            | мажоритарная                   | 27 из 30  |         |
| 7  | Город Иркутск (Иркутская область)                    | Выборы в думу                               | 35            | мажоритарная                   | 30 из 35  | 15,59%  |
| 8  | Городской округ «Город Йошкар-Ола» (Марий Эл)        | Выборы в собрание депутатов                 | 35            | мажоритарная                   | 34 из 35  |         |
| 9  | Город Курган (Курганская область)                    | Выборы в городскую думу                     | 26            | смешанная (13 проп. + 13 маж.) | 21 из 26  |         |
| 10 | Город Мурманск (Мурманская область)                  | Выборы в совет депутатов                    | 30            | мажоритарная                   | 20 из 25  | 33,14%  |
| 11 | Городской округ город Нарьян-Мар (Ненецкий АО)       | Выборы в совет                              | 15            | мажоритарная                   | 15 из 15  | 30,19%  |
| 12 | Город Пенза (Пензенская область)                     | Выборы в городскую думу                     | 35            | смешанная (10 проп. + 25 маж.) | 27 из 35  |         |
| 13 | Город Салехард (Ямало-Ненецкий АО)                   | Выборы в городскую думу                     | 21            | мажоритарная                   | 18 из 21  |         |
| 14 | Городской округ Симферополь (Республика Крым)        | Выборы в городской совет                    | 38            | смешанная (19 проп. + 19 маж.) | 36 из 38  |         |
| 15 | Город Тула (Тульская область)                        | Выборы в городскую думу                     | 35            | смешанная (15 проп. + 20 маж.) | 27 из 35  | 45,25%. |
| 16 | Городской округ «город Улан-Удэ» (Бурятия)           | Выборы в городской совет депутатов          | 30            | мажоритарная                   | 29 из 30  | 18,97%  |
| 17 | Городской округ «Город Хабаровск» (Хабаровский край) | Выборы в городскую думу                     | 35            | мажоритарная                   | 34 из 35  |         |
| 18 | Челябинский городской округ (Челябинская область)    | Выборы в городскую думу                     | ▼37 (было 49) | смешанная (12 проп. + 25 маж.) | 31 из 37  |         |
| 19 | Городской округ «Город Чита» (Забайкальский край)    | Выборы в думу                               | 30            | мажоритарная                   | 27 из 30  |         |
| 20 | Город Элиста (Калмыкия)                              | Выборы в городское собрание                 | 25            | смешанная (18 проп. + 7 маж.)  | 18 из 25  |         |
| 21 | Город Южно-Сахалинск (Сахалинская область)           | Выборы в городскую думу                     | 25            | мажоритарная                   | 19 из 25  |         |

### Другие муниципальные выборы
| № | Субъект федерации       | Наименование совета                                             | Депу- татов                     | Избирательная система                                                        | Срок полномочий |
| - | ----------------------- | --------------------------------------------------------------- | ------------------------------- | ---------------------------------------------------------------------------- | --------------- |
| 1 | Санкт-Петербург         | Муниципальные советы Санкт-Петербурга (выборы)                  | 1560                            | мажоритарная (многомандатные округа)                                         | 5 лет           |
| 2 | Республика Башкортостан | муниципальные районы и городской округ г. Агидель Башкортостана | Местное самоуправление (выборы) | мажоритарная (одномандатные округа)                                          | 4 года          |
| 3 | Республика Башкортостан | городские округа Башкортостана                                  | Местное самоуправление (выборы) | мажоритарная пропорциональнвя система (одномандатные округа и Единые округа) | 4 года          |

## Участие политических партий и независимых кандидатов в избирательной кампании
Партия «Яблоко» выдвинула 300 кандидатов в 19 регионах. Зарегистрированы 59 кандидатов в 8 регионах. Это Красноярский край, Ленинградская область, Московская область, Мурманская область, Новгородская область, Псковская область, Ростовская область, Рязанская область. Кандидаты от «Яблока» ведут избирательную кампанию под лозунгом «За Мир и Свободу! За соглашение о прекращении огня!».
Партия «Гражданская инициатива» «требует мирного решения задач внешней политики и прекращения спецоперации!».
На выборы губернатора Санкт-Петербурга выдвинула свою кандидатуру блокадница Людмила Васильева, выступающая против войны с Украиной. Однако из необходимых 76,3 тысяч подписей она собрала только 5,5 тысяч (0,13 % от общего числа избирателей Санкт-Петербурга) и не смогла принять участие в выборах.
22 июля 2024 года «Единая Россия» завершила выдвижение около 1900 кандидатов для участия в кампании регионального уровня и уровня административных центров. На все уровни выборов партия выдвинула около 36 000 кандидатов. 61 % из них не имеют политического опыта. 25 % — представители малого и среднего бизнеса, 45 % — медики, педагоги, общественники, соцработники, 13 % — госслужащие. Треть кандидатов — женщины. 65 % — члены «Единой России».
29 июля 2024 года стало известно об идеологических акцентах партий на ближайшие выборы. Так, «Единая Россия» сфокусируется на теме «образа будущего» для регионов и муниципалитетов, КПРФ и «Справедливая Россия — За правду» — на решении социальных вопросов, а ЛДПР будет играть роль «партии-альтернативы».
31 июля глава ЦИК РФ Элла Памфилова заявила, что на выборах губернаторов зарегистрировались 68 кандидатов в 21 регионе.Ранее она же 17 июля 2024 года рассказывала, что на предстоящие выборы губернаторов выдвинулись 147 кандидатов.
4 августа 2024 года завершился этап регистрации кандидатов на прямых губернаторских выборах. Меньше всего кандидатов оказалось в Республике Алтай (три), наибольшее число — в Забайкальском крае (шесть).
Коалиция «ЕДГ2024» — совместный проект Бориса Надеждина и «Штаба кандидатов» — опубликовала список кандидатов, «которые хотят перемен в стране и способны победить административных кандидатов на предстоящих выборах».

## Наблюдение
9 июля 2024 года начали свою работу общественные штабы по наблюдению за выборами.
1 августа 2024 года общественная палата РФ заключила с общественными объединениями и НКО России соглашение о сотрудничестве по наблюдению за грядущими выборами. Секретарь ОП РФ Лидия Михеева заявила, что список НКО — открытый, все желающие смогут поставить свои подписи в любое время.
8 августа 2024 года представители партий сообщили о количестве своих наблюдателей на выборах. КПРФ выставит около 25 000 наблюдателей, ЛДПР — 20 000 наблюдателей на выборах всех уровней.
5 сентября 2024 года начал работу Ситуационный центр по общественному наблюдению за голосованием 6-8 сентября. Председатель комиссии ОП РФ по общественному контролю и работе с обращениями граждан Алена Булгакова сообщила, что в рамках подготовки наблюдателей семинары посетили более 65 тыс. общественных наблюдателей, из которых около 47,5 тыс. будут направлены на участки от общественных палат.
6 сентября 2024 года глава ЦИК РФ Элла Памфилова сообщила, что для наблюдения за выборами в регионах РФ заявились 170 тысяч человек, более 71 тыс. от 14 политических партий.
8 сентября 2024 года председатель ЦИК РФ Элла Памфилова заявила, что зафиксировано более 60 инцидентов с представителями партий, мешающих работе избирательных комиссий.

## Оценки
9 сентября руководитель рабочей группы Общественной палаты (ОП) РФ по общественному контролю за голосованием Максим Григорьев заявил, что что выборы прошли без серьёзных нарушений. Председатель Совета Федерации Валентина Матвиенко заявила об отсутствии серьёзных нарушений на выборах.
11 сентября 2024 года руководитель Фонда развития гражданского общества Константин Костин заявил, что выборы 2024 года стали первым тестом партийной системы перед выборами в Госдуму 2026 года. Политолог Александр Асафов и руководитель научного совета Центра политической конъюнктуры Алексей Чеснаков декларировали высокую конкуренцию на выборах. Глава ЦИК Элла Памфилова заявила о достоверности результатов голосования на выборах в регионах РФ.

## Результаты выборов
По итогам единого дня голосования 7 губернаторов набрали выше 80 % голосов: Радий Хабиров (Башкирия) — 80,21 % голосов, Валерий Лимаренко (Сахалинская область) — 80,79 % голосов, Дмитрий Демешин (Хабаровский край) — 81,03 % голосов, Игорь Артамонов (Липецкая область) — 81,16 % голосов, Алексей Текслер (Челябинская область) — 81,28 % голосов, Александр Осипов (Забайкальский край) — 82,27 % голосов, Вадим Шумков (Курганская область) — 85,17 % голосов. Меньше всего голосов из победивших губернаторов набрал Александр Беглов (Санкт-Петербург) — 59,8 % голосов.
Общая явка на выборы в ЕДГ-2024 составила 47,1 % или 27,3 млн человек, что стало рекордным показателем с 2013 года. Дистанционным электронным голосованием воспользовался 3 836 801 избиратель. В ходе сентябрьских выборов было избрано более 35 000 кандидатов от 15 политических партий и более 2000 самовыдвиженцев. От «Единой России» было избрано 29 655 кандидатов, от ЛДПР — 1087, от КПРФ — 902, от «Справедливой России — За правду» — 735, от «Новых людей» — 284. В девяти субъектах на 13 избирательных участках недействительными были признаны 1575 бюллетеней. На одном участке в Тыве итоги голосования признали недействительными.
| №  | Партия                       | Лидеры субъектов | Региональные депутаты | Депутаты столиц | Главы муниципальных образований и депутаты органов местного самоуправления | Получено мест |         |
| -- | ---------------------------- | ---------------- | --------------------- | --------------- | -------------------------------------------------------------------------- | ------------- | ------- |
| 1  | Единая Россия                | 20               | 571                   | 555             | 28 514                                                                     | 29 664        | ▼6 621  |
| 2  | КПРФ                         |                  | 42                    | 24              | 841                                                                        | 907           | ▼1457   |
| 3  | ЛДПР                         |                  | 28                    | 20              | 1039                                                                       | 1 087         | ▼427    |
| 4  | Справедливая Россия          |                  | 22                    | 23              | 691                                                                        | 736           | ▼367    |
| 5  | Новые люди                   |                  | 8                     | 12              | 264                                                                        | 284           | ▲284    |
| 6  | Партия пенсионеров           |                  | 1                     | 2               | 45                                                                         | 48            | ▼56     |
| 7  | Яблоко                       |                  |                       |                 | 9                                                                          | 9             | ▼93     |
| 8  | Зелёные                      |                  | 2                     |                 | 31                                                                         | 33            | ▼38     |
| 9  | Родина                       |                  | 1                     | 1               | 18                                                                         | 20            | ▼7      |
| 10 | Гражданская платформа        |                  | 2                     | 1               | 21                                                                         | 24            | ▬       |
| 11 | Коммунисты России            |                  | 1                     |                 | 23                                                                         | 24            | ▬       |
| 12 | Казачья партия               |                  |                       |                 | 4                                                                          | 4             | ▼10     |
| 13 | За справедливость            |                  |                       |                 |                                                                            |               | ▼4      |
| 14 | Зеленая альтернатива         |                  |                       |                 | 2                                                                          | 2             | ▲2      |
| 15 | РПСС                         |                  |                       |                 |                                                                            |               | ▼2      |
| 16 | Гражданская сила             |                  |                       |                 | 3                                                                          | 3             | ▲1      |
| 17 | Партия социальной защиты     |                  |                       |                 |                                                                            |               | ▼1      |
| 18 | Российский Общенародный Союз |                  |                       |                 | 1                                                                          | 1             | ▬1      |
| 19 | Самовыдвиженцы               | 1                | 11                    | 11              | 2121                                                                       | 2 144         | ▼3405   |
|    | Общий счёт                   | 21               | 689                   | 649             | 33 620                                                                     | 34 979        | ▼12 514 |

## Критика

### Электронное голосование
Московская городская избирательная комиссия 4 июля 2024 года приняла решение, связанное с порядком голосования. Согласно документу, следующие выборы депутатов Мосгордумы и муниципальных депутатов Москвы планируют провести в виде электронного голосования. Чтобы проголосовать бумажным бюллетенем, москвичам нужно будет заранее подавать специальное заявление об отказе от электронного голосования. По данным издания «Meduza», данное решение несёт дополнительные риски при голосовании, поскольку если на каком-то избирательном участке с использованием бумажного бюллетеня проголосует всего один человек, то как минимум всем членам избирательной комиссии будет точно известно, за кого он проголосовал. Отказ от электронного голосования власти могут счесть определённой формой протеста.

### Проблема «иноагентов»
В марте 2024 года Татьяна Лазарева и некоторые другие граждане, имеющие статус «иноагента», (Эльвира Вихарева, Сергей Маркелов) заявили о желании выдвигаться в качестве кандидатов на этих выборах (отчасти, чтобы проверить, не дискриминируют ли граждан по статусу иноагента). Минюст разъяснил, что иноагенты могут баллотироваться на выборах, но с соблюдением определённых ограничений из-за статуса иноагента. Позже, 15 мая 2024 года, был принят федеральный закон, запрещающий тем, кто имеет статус «иностранного агента», баллотироваться на выборах, быть наблюдателями на выборах, а также являться доверенными лицами кандидатов и их уполномоченными представителями.

## Протесты против нечестных выборов
В подмосковных Мытищах пятеро активистов вышли на одиночные пикеты против нечестных выборов.
5 сентября 2024 года в рамках предвыборной агитации партии «Новые люди» на центральной площади города Брянск был проведен пикет «Брянск против фальсификаций», темой которого стало требование допуска на выборы большего количества наблюдателей, а так же осуждение фальсификаций и запрета доступа наблюдателей в соседней Орловской области.

### Комментарии
1. ↑  Решение о назначении выборов губернатора должно быть принято не позднее чем за 90 дней до дня голосования; при назначении досрочных выборов сроки могут быть сокращены, но не более чем на одну треть
2. ↑  Поддержан партией «Единая Россия» и КПРФ.
3. 1 2 3 4  Эта административная единица расположена на территории Крымского полуострова, бо́льшая часть которого  является объектом территориальных разногласий между Россией, контролирующей спорную территорию, и Украиной, в пределах признанных большинством государств — членов ООН границ которой спорная территория находится. Согласно федеративному устройству России, на спорной территории Крыма располагаются субъекты Российской Федерации — Республика Крым и город федерального значения Севастополь. Согласно административному делению Украины, на спорной территории Крыма располагаются регионы Украины — Автономная Республика Крым и город со специальным статусом Севастополь.